# Escândalo de abuso sexual de Jimmy Savile

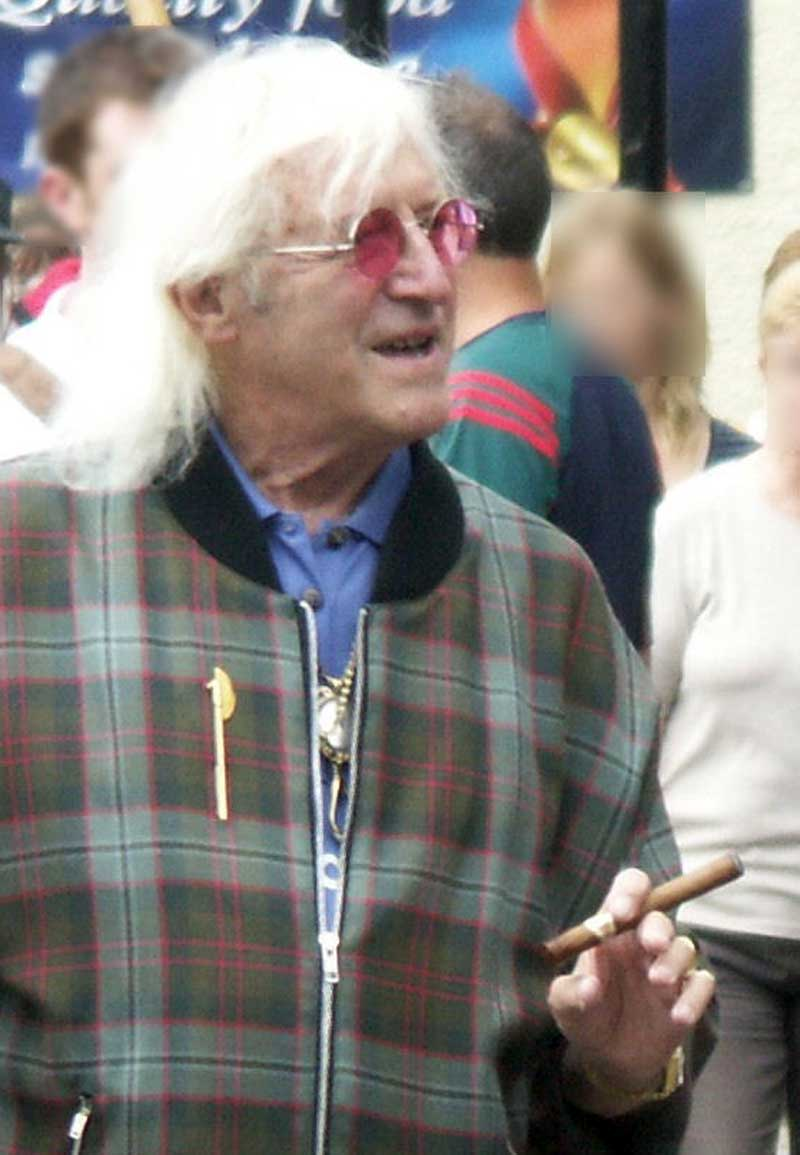
Savile nos Highland Games em Lochaber em 2006

No final de 2012, descobriu-se que Jimmy Savile, uma celebridade britânica que havia morrido no ano anterior, havia abusado sexualmente de centenas de pessoas ao longo de sua vida, a maioria crianças, mas algumas com até 75 anos, e a maioria mulheres. Ele era muito conhecido no Reino Unido por sua imagem excêntrica e era geralmente respeitado por seu trabalho de caridade, que o associava à monarquia britânica e a outros indivíduos de poder pessoal.
Em 3 de outubro de 2012, foi transmitido um documentário da ITV apresentado pelo repórter investigativo Mar k Williams-Thomas, no qual várias mulheres disseram que, quando adolescentes, foram abusadas sexualmente por Savile. Até 11 de Outubro, foram feitas alegações contra Savile a treze forças policiais britânicas, o que levou à abertura de inquéritos sobre práticas tanto na BBC como no Serviço Nacional de Saúde (NHS), ambas as instituições que tinham trabalhado em estreita colaboração com Savile.  Em 19 de outubro, a Polícia Metropolitana de Londres (Met) iniciou uma investigação criminal formal, a Operação Yewtree, sobre alegações históricas de abuso sexual infantil por Savile e outros indivíduos, alguns ainda vivos, abrangendo quatro décadas. A Met declarou que estava buscando mais de 400 linhas de investigação, com base nas alegações de 200 testemunhas, por meio de quatorze forças policiais em todo o Reino Unido. Descreveu o alegado abuso como sendo “numa escala sem precedentes” e o número de potenciais vítimas como “assombroso”.   Até 19 de dezembro, oito pessoas foram interrogadas como parte da investigação. A Met declarou que o número total de supostas vítimas era de 589, das quais 450 alegaram abusos por parte de Savile.  
O relatório das investigações realizadas em conjunto pela polícia e pela Sociedade Nacional para a Prevenção da Crueldade contra Crianças (NSPCC), Giving Victims a Voice, foi publicado em 11 de janeiro de 2013. O relatório relatou alegações que abrangem um período de 50 anos, incluindo 214 supostos atos de Savile que, embora não corroborados, foram formalmente registrados como crimes, alguns envolvendo crianças de apenas oito anos. O relatório afirma que "dentro dos crimes registados, há 126 actos indecentes e 34 crimes de violação/penetração".  Os alegados crimes ocorreram em treze hospitais, bem como nas instalações da BBC, de acordo com o relatório.  
Em outubro de 2013, foi anunciado que os inquéritos se tinham alargado a outros hospitais.  Em 26 de junho de 2014, o então Secretário de Estado da Saúde, Jeremy Hunt, relatou as conclusões das investigações lideradas por Kate Lampard. Ele disse que Savile havia abusado sexualmente de vítimas com idades entre 5 e 75 anos em hospitais do NHS, e Hunt pediu desculpas às vítimas.  Investigações posteriores, em hospitais e outros lugares, levaram a novas alegações de abuso sexual por parte de Savile.
Savile frequentemente entrava em contato com suas vítimas por meio de seus projetos criativos para a BBC e seu trabalho de caridade para o NHS. Uma parte significativa de sua carreira e vida pública envolveu o trabalho com crianças e jovens, incluindo visitas a escolas e enferMar ias de hospitais. Ele passou 20 anos, a partir de 1964, apresentando Top of the Pops, voltado para o público adolescente, e outros 20 anos apresentando Jim'll Fix It, no qual ele ajudou a realizar os desejos dos espectadores, principalmente crianças. Durante a sua vida, duas investigações policiais consideraram relatórios sobre Savile, o primeiro conhecido em 1958, mas nenhum levou a acusações; cada um dos relatórios concluiu que não havia provas suficientes para quaisquer acusações relacionadas com crimes sexuais.    Em 2007, ele foi interrogado pela polícia sob cautela e em 2008 iniciou uma ação legal por alegações no The Sun. Em outubro de 2012, foi anunciado que o Diretor do Ministério Público, Keir Starmer, investigaria por que os processos contra Savile em 2009 foram arquivados. Uma investigação da BBC Newsnight sobre relatos de que Savile teria abusado sexualmente de crianças estava programada para ser transmitida em 7 de dezembro de 2011, mas foi cancelada. A partir de outubro de 2012, esse cancelamento, juntamente com a forma como a BBC lidou com as preocupações sobre Savile, tornou-se objeto de novas investigações e reportagens investigativas.
O escândalo foi um fator importante que levou à criação do Independent Inquiry into Child Sexual Abuse (IICSA), de amplo alcance, que foi anunciado pela então Secretária do Interior Theresa May em julho de 2014 e foi inicialmente administrado pela Baronesa Butler-Sloss (nomeada em julho de 2014) e Fiona Woolf (nomeada em 5 de setembro de 2014). Em fevereiro de 2015, o inquérito foi reconfigurado como um inquérito estatutário sob a estrutura da Lei de Inquéritos de 2005, presidido pelo Juiz Lowell Goddard 

## Antecedentes
A autobiografia de Savile, As It Happens (1974), contém admissões de comportamento criminoso, aparentemente sem que a autoincriminação de Savile seja notada.  Ele brincava com a imprensa quando lhe telefonavam: "Ela disse-me que tinha mais de 16 anos".  As investigações da imprensa que datam de pelo menos 1973 não levaram à publicação de quaisquer acusações directas contra Savile, embora os rumores persistissem e fossem mencionados intermitentemente na comunicação social impressa durante muitos anos. 

Savile afirmou que a chave para seu sucesso no programa da BBC Jim'll Fix It era que ele não gostava de crianças, embora mais tarde tenha admitido ter dito isso para desviar o olhar sobre sua vida privada. Ele não possuía um computador porque, segundo ele, não queria que as pessoas pensassem que ele estava baixando pornografia infantil.  Em uma entrevista de 1990 para o The Independent on Sunday, Lynn Barber perguntou a Savile sobre os rumores de que ele gostava de "garotinhas". Savile disse:
"As jovens em questão não se reúnem ao meu redor por minha causa – é porque conheço as pessoas que elas amam, as estrelas... Não tenho interesse para elas."
Em 1995, Savile foi tema de uma entrevista de 45 minutos de Andrew Neil para a série de TV Is This Your Life?. Sua vida pessoal foi alvo de interrogatório minucioso de Neil, mas Savile "usou uma banana para evitar discutir" o assunto. 

Em abril de 2000, Savile foi tema de um documentário de Louis Theroux  na série When Louis Met... Nele, Theroux questionou Savile sobre especulações de que ele era um pedófilo.  Savile disse: 
"[Nós] vivemos em um mundo muito engraçado. E é mais fácil para mim, como homem solteiro, dizer" Não gosto de crianças "porque isso tira muitos tablóides obscenos da caça... Como fazer eles sabem se sou [um pedófilo] ou não? Como é que alguém sabe se sou ou não?
Um documentário subsequente, Louis Theroux: Savile,     sobre a incapacidade de Theroux de detectar a verdadeira natureza de Savile,  foi ao ar na BBC Two em 2016. 
A apresentadora e jornalista Orla Barry, da estação de rádio irlandesa Newstalk, em 2007, perguntou a Savile sobre as alegações veiculadas durante o documentário original de Theroux. Em 2012, Barry lembrou que Savile respondeu: "Que rumores?" e expressou surpresa pelo fato de outros jornalistas não terem investigado o assunto, dizendo: "Talvez no Reino Unido eles estivessem um pouco mais próximos dele". 
Em 2007, Savile foi interrogado sob cautela pela polícia que investigava uma alegação de agressão indecente na agora fechada Duncroft Approved School for Girls, perto de Staines, Surrey, na década de 1970, quando ele era um visitante regular. O Serviço de Ministério Público (CPS) informou que não havia provas suficientes para toMar  quaisquer medidas adicionais e não foram apresentadas acusações.  Em 2012, foi relatado que o pessoal da escola não tinha sido questionado sobre as alegações na altura.  Uma antiga diretora da escola disse que tinha sido “enganada” por Savile,  mas descreveu alguns dos que apresentaram as acusações como “delinquentes”.  
Em Mar ço de 2008, Savile iniciou um processo judicial contra o The Sun, que o tinha associado, em vários artigos, ao abuso de crianças no orfanato Haut de la Garenne, em Jersey.  Savile negou ter visitado Haut de la Garenne, mas admitiu tê-lo feito depois de ter sido publicada uma fotografia que o mostrava em casa rodeado de crianças.  A Polícia do Estado de Jersey disse que uma alegação de agressão indecente cometida por Savile em casa na década de 1970 foi investigada em 2008, mas não havia evidências suficientes para prosseguir. 

## Jornalismo

### Relatório abortadodo Newsnight
Savile morreu em 29 de outubro de 2011, aos 84 anos. Na época de sua morte e funeral na Catedral de Leeds, ele foi amplamente elogiado por suas atividades de caridade e voluntariado, bem como por seu trabalho de entretenimento.  
Imediatamente após a morte de Savile, Meirion Jones e Liz Mackean, do programa Newsnight da BBC, começaram a investigar relatos de que ele havia abusado sexualmente de crianças. Eles entrevistaram uma suposta vítima diante das câmeras e conversaram com outras pessoas que estavam dispostas a serem citadas sobre supostos abusos na Duncroft Approved School, na BBC e no Stoke Mandeville Hospital. A antiga diretora de Duncroft era tia de Jones.  A equipe do Newsnight, que incluía o ex-detetive de polícia Mar k Williams-Thomas, também descobriu uma investigação da polícia de Surrey em 2009 sobre Savile. A transmissão do relatório estava programada para 7 de dezembro de 2011, mas foi tomada a decisão de cancelá-lo, o que acabou se transformando em uma grande crise para a BBC quando as alegações contra Savile foram tornadas públicas em outubro de 2012. A subsequente Pollard Review concluiu que Jones e MacKean tinham reunido provas convincentes de que Savile tinha um histórico de abuso de mulheres jovens e que o Newsnight estava em posição de divulgar a história em 2011.  Em novembro de 2021, Mar k Williams-Thomas falou ao GB News, chamando o tratamento dado pela BBC às alegações de "absolutamente terrível". 
Em Janeiro de 2012, o Sunday Mirror relatou que o Newsnight investigou alegações de abuso sexual imediatamente após a morte de Savile, mas que o relatório foi arquivado.  Um artigo de Miles Goslett na edição de Mar ço de 2012 do The Oldie alegou um encobrimento.  A BBC exibiu duas homenagens a Savile durante o Natal de 2011, e foi alegado que a reportagem do Newsnight foi cancelada porque seu conteúdo comprometeria a exibição das homenagens. Uma submissão conjunta ao Inquérito Leveson de Anna van Heeswijk (Object), Jacqui Hunt (Equality Now), Heather Harvey (Eaves) e Mar ai Larasi (End Violence Against Women Coalition) foi intitulada "Just the Women", uma frase que foi escrita pelo editor do Newsnight, Peter Rippon, num e-mail a um colega sobre a falta de outras autoridades [além das alegadas vítimas femininas] para obter provas do abuso de Savile.  Um porta-voz do Newsnight disse: "Qualquer sugestão de que uma história foi abandonada por qualquer motivo que não seja editorial é completamente falsa." 
Em outubro de 2013, a transcrição da entrevista da Polícia de Surrey com Savile em 2009 foi publicada após uma solicitação sob a Lei de Liberdade de Informação. Savile negou as acusações de abuso sexual relacionadas à Duncroft Approved School feitas a ele pela polícia, dizendo: "Eu nunca, nunca fiz nada de errado" e afirmando que os acusadores queriam "alguns trocados".  

### Exposure: The Other Side of Jimmy Savile
Um documentário da ITV, Exposure: The Other Side of Jimmy Savile, foi transmitido em 3 de outubro de 2012.  Foi pesquisado e apresentado por Mar k Williams-Thomas, o ex-investigador da polícia que já havia se envolvido na investigação arquivada do Newsnight.
Várias mulheres entrevistadas pela Exposure disseram que, quando adolescentes, foram abusadas sexualmente por Savile.  Também foi dito que Savile obteve acesso a garotas adolescentes por meio de seus programas de televisão Top of the Pops e Clunk, Click (1973–74) e seu trabalho de caridade. Ex-colegas de Savile disseram que ele não tentou esconder seu interesse por garotas, enquanto outra disse que o pegou dando um beijo de língua em uma garota menor de idade. Uma mulher que disse que Savile a havia agredido sexualmente em 1970, quando ela tinha 14 anos, explicou que não havia apresentado queixa à polícia em 2008, depois de lhe terem dito que isso levaria a um "circo mediático".  A fundadora da ChildLine, Esther Rantzen, foi mostrada às entrevistas por Williams-Thomas e comentou que, "Sempre houve rumores de que [Savile] se comportava de forma sexualmente inapropriada com crianças." 
Uma atualização do documentário original, Exposure Update: The Jimmy Savile Investigation, foi exibida na ITV em 21 de novembro.  Ganhou um prêmio Peabody em 2012. 

### Comentários e investigações da BBC
Reportagens de jornais alegaram que Douglas Muggeridge, controlador da BBC Radio 1 no início da década de 1970, estava ciente das alegações contra Savile e pediu um relatório em 1973.  Derek Chinnery, controlador da Rádio 1 de 1978 a 1985, relembrou uma ocasião em que confrontou Savile, dizendo: "Eu perguntei: 'O que é tudo isso, esses rumores que ouvimos sobre você, Jimmy?' E ele disse: 'Isso é tudo bobagem'. Não havia razão para desacreditar."  Michael Grade disse ao Channel 4 News que durante seu tempo na BBC ele tinha ouvido "fugazmente" rumores sobre Savile, mas descreveu as alegações de um encobrimento como "ridículas".  A BBC afirmou que não foram encontradas provas de alegações de má conduta ou de má conduta real por parte de Savile nos seus ficheiros  e negou que tenha havido um encobrimento das suas actividades.  
Em 8 de outubro de 2012, o Diretor-Geral da BBC, George Entwistle, pediu desculpas pelo ocorrido e disse que novas investigações internas seriam realizadas.  O presidente do BBC Trust, Lord Patten, disse que a investigação seria iniciada assim que os inquéritos policiais fossem concluídos e seria presidida por uma figura externa à BBC.  Como resultado do arquivamento da investigação do Newsnight sobre as atividades de Savile, houve reclamações no Newswatch. Em 11 de outubro de 2012, Entwistle pediu ao diretor da BBC Scotland, Ken MacQuarrie, para investigar as preocupações da equipe sobre a queda do item.  Ele anunciou uma revisão da política da BBC sobre proteção de crianças e um inquérito à sua cultura e práticas, centrando-se nos anos em que Savile lá trabalhou.  
A BBC foi criticada no Parlamento pela forma como lidou com o caso. Harriet Harman disse que as alegações "mancham" a corporação. A secretária da Cultura,  Mar ia Miller, disse estar satisfeita com o fato de a BBC estar levando as alegações muito a sério e rejeitou os pedidos de uma investigação independente. O líder trabalhista Ed Miliband disse que um inquérito independente era a única forma de garantir justiça para os envolvidos.  Entwistle ofereceu-se para comparecer perante a Comissão de Cultura, Media e Desporto para explicar a posição e as acções da BBC. 
Em 16 de outubro, a BBC nomeou chefes de dois inquéritos sobre os eventos em torno de Savile. A ex-juíza do Tribunal Superior, Dame Janet Smith, que liderou o inquérito sobre o assassino em série Harold Shipman, iria rever a cultura e as práticas da BBC durante o tempo em que Savile trabalhou lá,  e Nick Pollard, um ex-executivo da Sky News, iria analisar por que a investigação do Newsnight foi abandonada pouco antes da transmissão. 
Uma investigação do Panorama sobre as ações da BBC foi transmitida em 22 de outubro de 2012.  Entwistle recusou-se a ser entrevistado, citando aconselhamento jurídico de que a alta administração da BBC deveria cooperar apenas com a polícia, as revistas da BBC e o Parlamento.  Em 21 de Outubro, foi noticiado que Jones tinha avisado Rippon em Dezembro de 2011 que a BBC corria o risco de ser acusada de encobrimento se o item fosse divulgado.  Em 22 de outubro, a BBC anunciou que Rippon iria "afastar-se" do seu papel de editor com efeito imediato.   No dia seguinte à transmissão do Panorama, Entwistle compareceu perante a Comissão Parlamentar de Cultura, Mídia e Esporte, onde enfrentou um interrogatório hostil e declarou que tinha sido um "erro catastrófico" cancelar a transmissão do Newsnight. 
Paul Gambaccini, que trabalhou ao lado do escritório de Savile na BBC Radio 1 desde 1973, disse que estava ciente dos rumores de que Savile era um necrófilo e declarou: 
"A expressão que passei a associar aos parceiros sexuais de Savile era... os agora politicamente incorretos 'menores subnormais'. Ele tinha como alvo os institucionalizados, os hospitalizados - e isso era conhecido. Por que Jimmy Savile foi aos hospitais? É onde os pacientes eram."
Gambaccini afirmou que Savile subornou a polícia.   Sir Roger Jones, ex-presidente do Children in Need, o teleton anual da BBC para apoiar crianças e jovens carentes, disse que Savile foi impedido de se envolver por causa de rumores sobre um interesse inapropriado em meninas. Savile apareceu no teleton em 1984, 1987 e 1989 antes de Jones se tornar presidente.  
O relatório de Pollard sobre a forma como a BBC lidou com o caso foi publicado em 19 de dezembro de 2012. Concluiu que a decisão de retirar a reportagem do Newsnight sobre as alegações contra Savile em dezembro de 2011 foi "falha", mas que não foi tomada para proteger os programas de homenagem a Savile. No entanto, criticou Entwistle por aparentemente não ter lido os e-mails que o alertavam sobre o "lado negro" de Savile,  e que, depois de as alegações contra Savile se terem tornado públicas, a BBC caiu num "nível de caos e confusão [que] era ainda maior do que era aparente na altura".  A BBC anunciou que a editora adjunta de Rippon e Newsnight, Liz Gibbons, seria substituída.  As transcrições das provas do inquérito Pollard, juntamente com e-mails e outras submissões, foram publicadas em 22 de fevereiro de 2013.  
Meirion Jones, que foi o primeiro a revelar o escândalo, foi demitido da BBC em fevereiro de 2015.  Mackean, que também estava envolvido no relatório do Newsnight, deixou a BBC no início de 2013 e declarou: "Quando o escândalo Savile estourou, a BBC tentou manchar minha reputação". Tom Giles, o editor do Panorama que exibiu a investigação sobre Savile em 22 de outubro de 2012, deixou seu cargo em junho de 2014 e em 2015 ingressou na ITV como seu Controlador de Assuntos Atuais.    Clive Edwards, que como editor comissionado para assuntos atuais supervisionou o documentário Panorama, foi descontinuado. 

#### Relatório de Dame Janet Smith
Em novembro de 2012, Dame Janet Smith solicitou provas de pessoas que foram alvo de conduta sexual inapropriada por Savile nas instalações da BBC, ou em locais para a BBC; pessoas que sabiam ou suspeitavam de tal conduta; qualquer pessoa que levantou preocupações sobre a conduta de Savile dentro da BBC; pessoas que trabalharam para ou com Savile em programas na BBC entre 1964 e 2007, ou que estavam familiarizadas com "a cultura ou práticas da BBC durante esse tempo, na medida em que podem ter sido relevantes para prevenir ou permitir o abuso sexual de crianças, jovens ou adolescentes"; e pessoas que ocuparam cargos de liderança na BBC que podem ter informações relevantes.   Até 5 de dezembro de 2012, a equipe de revisão foi contatada por “mais de 290” pessoas, incluindo muitos antigos ou atuais funcionários da BBC.  Em 1 de maio de 2015, foi anunciado que o relatório de revisão estava concluído, mas não poderia ser publicado, pois poderia prejudicar as investigações policiais em curso. 
A revisão foi publicada em 25 de fevereiro de 2016. Com mais de 700 páginas, o relatório descobriu que Savile abusou sexualmente de 72 pessoas e estuprou oito pessoas, incluindo uma criança de oito anos. A revisão concluiu que má conduta foi cometida em "praticamente todas as instalações da BBC nas quais ele trabalhou", incluindo o Television Centre, o Television Theatre e o Lime Grove Studios em Londres, e o Dickenson Road Studios em Manchester. Smith afirmou que alguns membros da equipe da BBC estavam cientes das reclamações contra Savile, mas não repassaram as informações à alta gerência devido à "cultura de não reclaMar ". Ela descreveu uma "atmosfera de medo" ainda existente na BBC e disse que alguns dos entrevistados para o inquérito o fizeram somente após terem certeza de que seus nomes não seriam publicados, pois temiam represálias. Um relatório separado sobre a ofensa de Stuart Hall, outro apresentador da BBC, foi divulgado no mesmo dia. 

## Outras alegações
Após a transmissão do documentário da ITV, muitas pessoas se manifestaram para fazer alegações sobre a conduta de Savile em relação aos jovens. Diz-se que ocorreram alguns abusos nas instalações da BBC.  Foi alegado que Savile abusou de pelo menos um rapaz, bem como de inúmeras garotas. 
Foram feitas alegações sobre as atividades de Savile em hospitais. Foi alegado que ele abusou sexualmente de uma paciente de 13 anos durante uma visita ao Hospital Stoke Mandeville em 1971 e de uma menina de oito anos no mesmo hospital se recuperando de uma operação.  A equipe relatou que ele vasculhou as enferMar ias em busca de pacientes jovens para abusar, e eles instruíram os pacientes da enferMar ia infantil a fingirem dormir durante suas visitas.  Um porta-voz do hospital disse que, embora estivesse a trabalhar com a polícia, não tinha qualquer registo de comportamento inapropriado por parte de Savile.  A BBC divulgou declarações de um inspetor detetive aposentado da polícia local de que uma enfermeira do hospital Stoke Mandeville havia relatado a ele o abuso de pacientes cometido por Savile na década de 1970 e que ele havia informado repetidamente seus superiores sobre isso, mas eles não acreditaram nele. 
Uma ex-enfermeira disse que viu Savile molestar uma paciente com lesão cerebral no hospital de Leeds, dizendo: "Ele a beijou, e eu pensei que ele era um visitante vindo vê-la, e ele começou a esfregar as mãos nos braços dela e então não sei de uma maneira legal de dizer, mas ele a molestou." 
Savile era voluntário no Broadmoor Hospital e, em agosto de 1988, foi nomeado para presidir uma força-tarefa interina que supervisionava a gestão do hospital, depois que seu conselho de administração foi suspenso.  É alegado que Savile tinha chaves do hospital e acesso aos quartos dos pacientes. Numa alegação separada, um advogado disse que um cliente tinha sido abusado por Savile quando tinha 10 anos no orfanato Haut de la Garenne, em Jersey. 
Julie Fernandez, que mais tarde apareceu nos programas de televisão da BBC Eldorado e The Office, foi convidada para um estúdio da BBC para aparecer no Jim'll Fix It. Ela relembrou sua experiência em uma entrevista de rádio: "Eu estava na minha cadeira de rodas, mas eu só lembro das mãos [de Savile] estarem em todos os lugares e apenas demorando aqueles dois, três, quatro segundos um pouco mais em lugares que não deveriam [...] Foi em uma sala movimentada cheia de pessoas em um estúdio, então foi feito de forma bem discreta e você meio que não percebe o que está acontecendo no momento, especialmente quando você tem 14 anos e é a primeira vez que você está em um estúdio e você está muito animado. Mas eu lembro de me sentir desconfortável e ele tinha esses anéis enormes nos dedos."   
A cantora Coleen Nolan disse que Savile a convidou para um hotel quando ela tinha 14 anos e estava envolvida em uma gravação de TV no estúdio Top of the Pops e que isso a deixou "desconfortável", "Mas você não falava sobre essas coisas naquela época".  A sobrinha-neta de Savile, Caroline Robinson, disse que foi abusada sexualmente por ele duas vezes em reuniões familiares. Ela acreditava que alguns membros da família sabiam do abuso, mas faziam vista grossa. 
O primeiro-ministro britânico, David Cameron, disse estar “verdadeiramente chocado” com as alegações publicadas, que deveriam ser “devidamente investigadas”.  O Jimmy Savile Charitable Trust declarou que estava a considerar dar fundos àqueles que trabalham com vítimas de abuso sexual e que poderia mudar o seu nome devido às alegações;  o fundo anunciou mais tarde que iria fechar.  Como parte das investigações, seriam feitas investigações sobre alegações de abuso quando Savile trabalhou como voluntário no Leeds General InfirMar y. 
Em outubro de 2012, foi relatado que o Sunday Mirror havia decidido não publicar alegações de abuso sexual em um orfanato por duas mulheres contra Savile. Paul Connew, o editor do jornal quando as mulheres se apresentaram em 1994, descreveu as alegações como "credíveis e convincentes", mas disse que os advogados desaconselharam a publicação.  Em julho de 2013, Connew disse que acreditava que o jornal teria perdido uma ação por difamação devido às alegações, já que as duas mulheres, que foram alunas na Duncroft Approved School, não quiseram ser identificadas. Ele também expressou preocupação de que um júri ficaria "impressionado" com Savile. 
Em Novembro de 2014, o Secretário da Saúde, Jeremy Hunt, anunciou que o inquérito tinha sido alargado, tendo o número de organizações do NHS que investigavam alegações de abuso por parte de Savile sido alargado para 41. 

## Investigações policiais e relacionadas

### Operação Yewtree
O Serviço de Polícia Metropolitana declarou em 4 de Outubro de 2012 que o seu Comando de Investigação de Abuso Infantil iria liderar um processo de avaliação das alegações.  Até 9 de outubro, a Polícia Metropolitana havia registrado formalmente oito alegações contra Savile, mas anunciou que estava acompanhando 120 linhas de investigação, abordando até 25 supostas vítimas de abuso, principalmente meninas entre 13 e 16 anos. Elas abrangeram um período de quatro décadas, de 1959 até a década de 1980, e foram em "escala nacional". Um processo de investigação, conhecido como Operação Yewtree, foi criado em conjunto com a Sociedade Nacional para a Prevenção da Crueldade contra Crianças (NSPCC) e envolvendo outras organizações, incluindo a BBC e a ITV. O comandante Peter Spindler, chefe das investigações criminais especializadas, disse: "Nesta fase, está bastante claro, pelo que as mulheres nos dizem, que Savile era um predador e criminoso sexual." 
Em 19 de outubro de 2012, a Polícia Metropolitana iniciou uma investigação criminal formal sobre alegações históricas de abuso sexual infantil por Savile ao longo de quatro décadas. Afirmou que estava conduzindo mais de 400 linhas de investigação separadas com base em evidências de 200 testemunhas por meio de 14 forças policiais em todo o Reino Unido. O comandante Spindler disse: "Estamos lidando com supostos abusos em uma escala sem precedentes. O perfil desta operação capacitou um número impressionante de vítimas a se apresentarem para denunciar a exploração sexual que ocorreu durante sua infância." John Cameron, da NSPCC, disse que Savile era "um criminoso sexual prolífico e bem organizado, que usou seu poder, sua autoridade, sua influência para obter crianças e abusá-las."  
Em 25 de outubro, a polícia informou que o número de possíveis vítimas estava “a aproxiMar -se rapidamente dos 300”.  Foi também relatado que a polícia estava a analisar alegações de que três médicos de hospitais aos quais Savile estava associado estavam envolvidos no abuso de jovens sob os seus cuidados. 
Até 19 de dezembro, oito pessoas foram presas para interrogatório e, posteriormente, liberadas sob fiança, como parte do inquérito. Entre eles estavam o ex-astro pop Gary Glitter;    o comediante Freddie Starr;   os ex-produtores da BBC Wilfred De'Ath  e Ted Beston;  DJ Dave Lee Travis;  o publicitário Max Clifford ;  o artista infantil Rolf Harris;    e um homem não identificado na casa dos 60 anos.  Travis afirmou que a sua detenção estava relacionada com questões não relacionadas com crianças.  Clifford negou o que chamou de "alegações prejudiciais e totalmente falsas". 
No início de 2013, o comediante Jim Davidson e dois homens não identificados foram presos como parte do inquérito, elevando o total para 11.  Mais tarde, foi dito a De'Ath que não enfrentaria nenhuma acusação e que a ação policial tinha sido "excessivamente zelosa".  Em maio de 2013, foi relatado que Ted Beston não seria processado devido à insuficiência de provas. 
Em 12 de dezembro, o comandante Peter Spindler disse que a investigação havia sido concluída e que o relatório da Operação Yewtree estava sendo preparado para publicação no início de 2013. Ele disse que um total de 589 supostas vítimas de abuso se apresentaram no inquérito, das quais 450 alegaram abusos cometidos por Savile. Das supostas vítimas, 82% eram mulheres e 80% eram crianças ou jovens. Houve 31 alegações de estupro por Savile em sete áreas de atuação policial. O comandante Spindler disse: "Os crimes de Savile atingiram o pico na década de 70 e o que nós... mostraremos... é como ele usou sua posição na sociedade... para obter sua satisfação sexual."  A operação envolveu 30 policiais e seu custo até agora foi estimado em £ 2 milhões. 
Em 11 de janeiro de 2013, Giving Victims a Voice, um relatório sobre alegações de abuso sexual feitas contra Jimmy Savile no âmbito da Operação Yewtree pelo Metropolitan Police Service e pela NSPCC, foi publicado sob o logótipo do Crown Prosecution Service.  Entre suas conclusões estão que "Agora está claro que Savile estava se escondendo à vista de todos e usando seu status de celebridade e atividade de arrecadação de fundos para obter acesso descontrolado a pessoas vulneráveis ao longo de seis décadas. Por uma variedade de razões, a grande maioria de suas vítimas não sentiu que poderia falar e é evidente que algumas das poucas que o fizeram tiveram suas contas descartadas por aqueles em autoridade, incluindo pais e cuidadores." 
O documento recebeu ampla divulgação na mídia. O jornalista Charles Moore escreveu no The Daily Telegraph que leu o relatório inteiro e que ele não revelou a extensão do abuso, como o site da BBC havia declarado na manchete principal "Escândalo Jimmy Savile: Relatório revela extensão do abuso". Ele observou que não havia nenhuma evidência no relatório que um tribunal reconheceria. Em vez disso, presumiu que, como alegações não corroboradas haviam sido feitas, os crimes foram cometidos e, tratando as alegações como fatos, declarou que 214 incidentes haviam sido "formalmente registrados" como crimes. Moore comentou que, ao fazê-lo, o relatório minou a justiça.  Jonathan Brown, escrevendo no The Independent, disse que o relatório "revelou um homem que usou o seu estatuto de celebridade e obras aparentemente bem-intencionadas para obter acesso e, em última análise, violar e explorar sexualmente centenas de jovens vítimas vulneráveis e fascinadas por celebridades..." 
Em Mar ço de 2013, a Inspetoria de Polícia de Sua Majestade relatou que 214 das queixas feitas contra Savile após sua morte teriam sido consideradas crimes se tivessem sido relatadas na época. Dezesseis pessoas relataram ter sido estupradas por Savile com menos de 16 anos e quatro delas tinham menos de dez anos. Outras treze pessoas relataram abuso sexual grave por parte de Savile, incluindo quatro crianças menores de dez anos. Outras dez relataram ter sido violadas por Savile quando tinham mais de dezasseis anos. 
DJ e amigo de Savile, Ray Teret foi considerado culpado de sete violações e 11 agressões indecentes em dezembro de 2014; enquanto Teret foi inocentado de ajudar e encorajar Savile a violar uma menina de 15 anos, ele foi considerado culpado de violar a mesma queixosa.  Um advogado de 169 das supostas vítimas de Savile declarou que os veredictos de culpa de Teret representam "o mais próximo que as vítimas de Jimmy Savile chegarão de uma condenação contra o seu agressor". 

### Serviço de Promotoria Pública (Crown Prosecution Service)
Em 24 de Outubro de 2012, o Crown Prosecution Service afirmou que o Diretor do Ministério Público, Keir Starmer, iria rever as decisões do serviço de não processar Savile em 2009 em relação a quatro acusações contra ele por abuso sexual que remontam à década de 1970.  O relatório, preparado pela Conselheira Jurídica Principal do DPP, Alison Levitt QC, foi publicado em 11 de janeiro de 2013.  Concluiu que, se a polícia e os procuradores tivessem adoptado uma abordagem diferente em relação às alegações, poderiam ter sido possíveis processos penais em relação a três das alegações.   O relatório também concluiu que o CPS não tinha “nenhum registo” do caso, tendo o processo sido “destruído” em 26 de Outubro de 2010.  Keir Starmer pediu desculpas pelas deficiências do CPS e criticou duas forças policiais por adoptarem uma abordagem “injustificadamente cautelosa”. 
Em Novembro de 2013, pouco depois de deixar o cargo de Director do Ministério Público, Starmer apelou à denúncia obrigatória que obrigaria todos os profissionais, como professores, médicos e assistentes sociais, a denunciar suspeitas de abuso de crianças ou a enfrentar consequências legais à luz do escândalo. 
Em 3 de fevereiro de 2022, Munira Mirza renunciou ao cargo de Diretora da Unidade de Política Número 10 do primeiro-ministro Boris Johnson. Ela criticou a falha de Johnson em se desculpar por seus comentários infundados, feitos durante as Questões ao Primeiro-ministro em 2 de fevereiro, relacionados ao papel de Starmer no CPS quando a decisão de não processar Savile foi tomada em 2009, dizendo que não havia "nenhuma base justa ou razoável para essa afirmação".  

### Avaliação do HMIC sobre investigações policiais
A Secretária do Interior, Theresa May, anunciou em 6 de novembro de 2012 que a Inspetoria de Polícia de Sua Majestade também realizaria uma avaliação de todas as investigações relacionadas a Savile realizadas pelas forças policiais em todo o país, examinaria se as alegações foram devidamente investigadas e identificaria quaisquer questões relacionadas. 
Em 12 de Mar ço de 2013, foi publicado um relatório intitulado "Foram cometidos erros: revisão do HMIC sobre alegações e material de inteligência relativos a Jimmy Savile entre 1964 e 2012", que incluía material que mostrava que a polícia tinha recebido informações sobre a conduta sexual de Savile que remontava a 1963. 

### Investigações em Jersey
Em 7 de novembro de 2012, foi anunciado que também seria realizado um inquérito, por uma figura jurídica sénior de fora da ilha, sobre as alegações de que Savile teria abusado de crianças em Haut de la Garenne, em Jersey. 

### Relatório da Polícia de West Yorkshire
Em 10 de maio de 2013, a Polícia de West Yorkshire publicou um relatório sobre o relacionamento da força com Savile. Concluiu que ele não havia sido protegido de prisão ou processo, mas que havia uma "confiança excessiva em amizades pessoais" entre Savile e alguns policiais. O relatório afirma que há "atualmente 76 crimes envolvendo 68 vítimas cometidos na área de West Yorkshire relacionados a Savile", mas nenhum deles foi denunciado à polícia antes de sua morte. Nove dos incidentes dizem respeito a pessoas com menos de nove anos, sendo a mais nova de cinco anos.  Uma cópia do relatório deveria ser passada à Comissão Independente de Reclamações Policiais. 

### Relatório da Polícia de North Yorkshire
Em 18 de dezembro de 2014, a Polícia de North Yorkshire publicou um relatório de um inquérito interno sobre suas ações. O inquérito, denominado Operação Hibiscus, não encontrou evidências de má conduta por parte dos policiais, mas também concluiu que oportunidades foram perdidas de processar Savile e Peter Jaconelli, ex-prefeito de Scarborough que morreu em 1999, por abuso sexual infantil. O relatório afirmou que 32 acusações foram feitas contra Jaconelli e cinco contra Savile. Jaconelli foi destituído de honras cívicas no início de 2014, depois de alegações contra ele terem sido publicadas pela primeira vez pelo North Yorks Enquirer.  O subchefe da polícia de North Yorkshire, Paul Kennedy, disse que o relatório mostrou que haveria provas suficientes para que o Ministério Público considerasse acusações criminais contra Savile e Jaconelli se eles ainda estivessem vivos. 

### Relatório da Polícia de Surrey
Em 29 de abril de 2015, a polícia de Surrey publicou um relatório afirmando que Savile havia abusado sexualmente de 22 estudantes e uma visitante na Duncroft Approved School for Girls em Staines-upon-Thames, entre 1974 e 1979. O relatório afirmou que Savile cometeu pelo menos 46 crimes na escola, incluindo um que teria sido classificado como violação pela lei em vigor. 

## Investigações do Departamento de Saúde
O Departamento de Saúde anunciou que a ex-barrister Kate Lampard presidiria as investigações do departamento sobre as atividades de Savile no Hospital Stoke Mandeville, no Leeds General InfirMar y, no Hospital Broadmoor e em outros hospitais e instalações na Inglaterra.  Em Outubro de 2013, o Secretário de Estado da Saúde, Jeremy Hunt, anunciou que os inquéritos tinham sido alargados a outros hospitais não identificados.  Em novembro de 2013, a lista de hospitais investigados incluía: 
1. Barnet Hospital
2. Booth Hall Children's Hospital
3. Broadmoor Hospital
4. Cardiff Royal InfirMar y
5. De la Pole Hospital
6. Dewsbury Hospital
7. Dryburn Hospital
8. Exeter Hospital
9. Great Ormond Street Hospital, London
10. Hammersmith Hospital
11. High Royds Psychiatric Hospital
12. Leavesden Secure Mental Hospital
13. Leeds General InfirMar y
14. Mar sden Hospital
15. Maudsley Hospital
16. Moss Side Hospital (anteriormente parte do Hospital Ashworth)
17. North Manchester General Hospital
18. Odstock Hospital
19. Pinderfields Hospital
20. Portsmouth Hospital
21. Prestwich Psychiatric Hospital
22. Queen Mar y's Hospital, Carshalton
23. Queen Victoria Hospital, East Grinstead
24. Rampton Hospital
25. Royal Free Hospital
26. Royal Victoria InfirMar y, Newcastle
27. Saxondale Hospital
28. Seacroft Hospital, Leeds
29. St Catherine's Hospital, Birkenhead
30. Stoke Mandeville Hospital
31. Whitby Memorial Hospital
32. Wythenshawe Hospital

### Resultados
Os resultados das investigações foram tornados públicos por Hunt em 26 de junho de 2014. O relatório concluiu que Savile abusou sexualmente de vítimas em hospitais do NHS ao longo de várias décadas. No Leeds General InfirMar y, 60 pessoas, incluindo funcionários e pacientes, declararam ter sofrido abusos por parte de Savile, com idades variando de 5 a 75 anos. Ele relatou uma série de falhas organizacionais que lhe permitiram continuar sem ser desafiado. Hunt pediu desculpas às vítimas das agressões e disse que as descobertas "vão abalar profundamente o nosso país". 
Foi relatado que Savile se gabou para enfermeiras e outros funcionários de que ele realizou atos sexuais em corpos de pessoas recentemente falecidas no necrotério do Hospital Geral de Leeds e alegou ter removido olhos de vidro de cadáveres e transformado-os em anéis. O relatório diz: "Não temos como provar as alegações de Savile de que ele interferiu nos corpos dos pacientes falecidos no necrotério dessa forma", mas que Savile tinha acesso não supervisionado ao necrotério.  
Um relatório separado sobre as atividades de Savile no Hospital Stoke Mandeville, preparado pela investigadora independente Dra. Androulla Johnstone e publicado em 26 de fevereiro de 2015, descobriu que ele havia abusado sexualmente de mais de 50 pessoas lá, incluindo funcionários, pacientes e visitantes. Uma delas era uma criança de 8 anos. Savile tinha acesso total a todas as partes do hospital. O relatório afirmou que era amplamente conhecido no hospital que Savile era uma "praga sexual" e que 10 reclamações foram feitas na época, mas nenhuma ação foi tomada. 

Também foi publicado em 26 de Fevereiro de 2015 o relatório de Kate Lampard sobre as lições a aprender com a forma como o serviço de saúde lidou com o escândalo Savile.  Ela concluiu que: 
"Savile era uma personalidade altamente incomum, cujo estilo de vida, comportamento e padrões ofensivos eram igualmente incomuns. Como resultado de sua celebridade, seu voluntariado e sua arrecadação de fundos, ele teve acesso excepcional a vários hospitais do NHS e aproveitou as oportunidades que esse acesso lhe proporcionou. abusar de pacientes, funcionários e outras pessoas numa escala notável. A celebridade de Savile e os seus papéis como voluntário e angariador de fundos também lhe deram poder e influência nos hospitais do NHS, o que significou que o seu comportamento, que muitas vezes era evidentemente inadequado, não foi desafiado como deveria. a capacidade de Savile de continuar a exercer as suas actividades sem contestação efectiva foi auxiliada pelas atitudes sociais fragmentadas da época, incluindo a reticência em denunciar e aceitar denúncias de assédio e abuso sexual, e uma maior deferência do que hoje para com os que ocupam cargos; de influência e poder; e reportagens menos ousadas e intrusivas dos meios de comunicação social. Embora possa ser tentador considerar o caso Savile como totalmente excepcional, um resultado único de uma tempestade perfeita de circunstâncias, as provas que reunimos indicam que existem muitos elementos do caso. História de Savile que poderá se repetir no futuro. Existe sempre o risco de abuso, incluindo abuso sexual, de pessoas em hospitais. Haverá sempre pessoas que procuram obter influência e poder indevidos nas instituições públicas, incluindo nos hospitais. E a sociedade e os indivíduos continuam a ter uma fraqueza pelas celebridades. As organizações hospitalares precisam estar conscientes dos riscos colocados por estas questões e gerenciá-los adequadamente”.

#### Irmão de Savile
Outra investigação do NHS relatou em 2015 alegações de agressões cometidas pelo irmão mais velho de Savile, Johnny, em um hospital no sul de Londres entre 1978 e 1980, antes de sua demissão em 1980 e sua morte em 1998. Os investigadores acreditam que pelo menos uma agressão desse tipo ocorreu e que outras eram prováveis ou muito prováveis. O presidente executivo do fundo hospitalar ofereceu as suas “sinceras desculpas às vítimas”.   

## Departamento de Educação
Um relatório do Departamento de Educação não chegou a conclusões definitivas sobre se Savile havia abusado de crianças ou funcionários ao visitar escolas e orfanatos, ou ao apresentar shows para os quais foram convidados, entre as décadas de 1960 e 1980. O relatório, publicado em 26 de fevereiro de 2015, reuniu as conclusões de várias investigações realizadas por autoridades locais, instituições de caridade e escolas. O Ministro da Criança, Edward Timpson, disse que, embora tenham sido recebidas informações de fontes credíveis, não havia provas suficientes que as corroborassem para tirar conclusões firmes. 

## Chamada para investigação única
Em 8 de novembro de 2012, a Secretária-sombra do Interior, Yvette Cooper, apelou ao Parlamento para um inquérito público único e abrangente para examinar todas as alegações recentes de abuso infantil, incluindo as relacionadas com o escândalo de abuso infantil do Norte de Gales e as relacionadas com Savile.  Isto foi apoiado pelo ex-ministro Tim Loughton e pela NSPCC. 
Em Julho de 2014, a Secretária do Interior, Theresa May, anunciou um inquérito abrangente para examinar como as instituições do país cumpriram o seu dever de cuidado para proteger as crianças do abuso sexual.  Seria liderado por um painel independente de especialistas e presidido pela Baronesa Butler-Sloss. Em 14 de julho, foi anunciado que a Baronesa Butler-Sloss deixaria o cargo e que um novo presidente seria nomeado.  Em 5 de setembro, foi anunciado que seria presidido por Fiona Woolf  mas em 31 de outubro de 2014 ela também renunciou ao cargo.  Em 4 de Fevereiro de 2015, May anunciou que o inquérito seria presidido pelo Juiz Lowell Goddard, um juiz do Tribunal Superior da Nova Zelândia, e que receberia novos poderes como um inquérito estatutário.  Dame Goddard renunciou à presidência do Inquérito em 4 de agosto de 2016 para regressar à Nova Zelândia, mas o trabalho do Inquérito continuou.  Dame Goddard disse mais tarde que foi impedida de selecionar o seu próprio pessoal e que a Shirley Oaks Survivors Association retirou-se do Inquérito devido a preocupações sobre a sua verdadeira independência. 

## Consequências

Caixão de Jimmy Savile em exibição no Queen's Hotel, Leeds, 8 de novembro de 2011. A lápide ornamentada de granito preto e aço de Savile permaneceu de pé por apenas 19 dias. Foi inaugurada em 20 de setembro de 2012 e, após a conscientização de seu passado abusivo, foi removido, durante a noite de 9 para 10 de outubro de 2012, a pedido de sua família "por respeito" à opinião pública e a outras pessoas enterradas e visitantes do cemitério.

A família de Savile pediu "por respeito à opinião pública" que sua lápide fosse retirada do cemitério onde seu corpo está enterrado. O Conselho Municipal de Scarborough e os agentes funerários removeram-no "à noite"  e enviaram-no para um aterro.  
Foi anunciado que a inscrição de Savile na parede do Leeds Civic Hall seria removida em outubro de 2012.  No mesmo mês, um café no Hospital Stoke Mandeville, originalmente chamado de "Jimmy's" e exibindo um letreiro de néon no formato da assinatura de Savile, foi renomeado 'Cafe@WRVS'.  A Cunard cancelou uma homenagem à vela no local de sepultamento de Savile em Scarborough, programada para as 15:00 BST em 1º de agosto de 2013.   A Universidade de Bedfordshire retirou a Savile o título honorário que lhe tinha concedido em 2009 e a Universidade de Leeds revogou o doutoramento honorário que lhe tinha concedido em 1986.   O nome de Savile foi removido do Hall da Fama do Great North Run. 
Em 23 de outubro de 2012, duas instituições de caridade registradas, a Jimmy Savile Charitable Trust e a Jimmy Savile Stoke Mandeville Hospital Trust, criadas para "fornecer fundos para o alívio da pobreza e da doença e outros fins de caridade benéficos para a comunidade", anunciaram que fechariam e teriam seus fundos redistribuídos para outras instituições de caridade. 
Foi relatado em 28 de outubro de 2012 que a casa de Savile em Glen Coe foi pintada com slogans e a porta danificada.   A casa foi revistada pela polícia em busca de evidências de outras pessoas envolvidas com ele em abusos.  Os planos de vender o chalé no início de 2012 foram interrompidos pela instituição de caridade de Savile, que planejava transformá-lo em um centro de repouso para deficientes. Estes planos foram por sua vez interrompidos quando o fundo anunciou que iria fechar.  A casa foi vendida em leilão em 30 de maio de 2013.  
Em 2 de novembro, foi relatado que cartas foram enviadas ao espólio de Savile, à BBC, ao Hospital Stoke Mandeville, ao Broadmoor e ao Leeds General InfirMar y por advogados que atuavam em nome de 20 clientes que alegavam ter sido abusados por Savile, e que uma ação legal contra eles estava sendo considerada. 
Em novembro de 2012, a BBC confirmou que não iria mais transmitir repetições do Top of the Pops na BBC Four com Savile como apresentador. 
Um episódio de 2001 do programa infantil Tweenies no CBeebies mostrou o grupo começando sua própria banda e o personagem Max apresentando a banda ao público em uma paródia de Top of The Pops, tendo um penteado semelhante ao de Savile, vestindo um agasalho e também usando alguns de seus bordões.  Após a repetição do episódio em janeiro de 2013, a BBC recebeu mais de 200 reclamações. A BBC pediu desculpas e disse que o episódio não seria transmitido novamente. 

## Na cultura popular
Em junho de 2015, uma peça teatral sobre Savile e o escândalo estreou no Park Theatre em Finsbury Park, Londres. Intitulado An Audience with Jimmy Savile, foi escrito por Jonathan Maitland e estrelado por Alistair McGowan como Savile. 
Em 2016, um episódio da terceira temporada do programa de TV Line of Duty teve uma foto de Savile adulterada para incluir dois personagens do programa, o que implica que todos faziam parte da mesma rede de abuso infantil.  
Em 2019, um episódio da série de TV de história alternativa Pennyworth retratou um enforcamento público televisionado de um homem com longos cabelos loiros chamado James Savile, que teria cometido "estupro, sodomia e assassinato".   
Em abril de 2022, a Netflix lançou Jimmy Savile: A British Horror Story, um documentário em duas partes detalhando a vida de Savile, sua imagem pública e suas atividades criminosas. Durante uma entrevista com a jornalista Alison Bellamy, ela compartilhou cartas que foram trocadas entre Savile e membros da família real britânica, onde Savile atuou como conselheiro não oficial. O príncipe Charles, em particular, valorizava muito a opinião de Savile e, em 1989, expressou seu desejo de que seu "gabinete 'consultasse' Savile antes de suas reuniões". Não havia nenhuma indicação de que a família real estivesse ciente do comportamento predatório de Savile. 
Em outubro de 2023, a BBC transmitiu uma minissérie, The Reckoning, que relatava a carreira e os crimes de Savile. Foi escrito por Neil McKay com Jeff Pope como produtor executivo,  e estrelado por Steve Coogan como Savile. 